# واسب-1b
WASP-1b (بالإنجليزية: WASP-1b)‏ الذي يرمز له بالرمز WASP-1b، هو كوكب خارج المجموعة الشمسية، في كوكبة المرأة المسلسلة، يتبع WASP-1 ‏.

## الاكتشاف
اكتشف في 25 سبتمبر 2006.